# Codice di autoregolamentazione delle candidature
Il codice di autoregolamentazione delle candidature è un codice approvato dalla Commissione Antimafia che definisce, per i partiti e le liste che lo adottano, i criteri di candidabilità in relazione allo situazione giuridica dei soggetti considerati.
È notevolmente più restrittivo delle leggi vigenti, in quanto amplia l'incandidabilità ai soggetti che siano sottoposti a giudizio o condannati anche solo in primo grado o a misure di prevenzione personali o patrimoniali. Sono presi in considerazione i reati di criminalità organizzata, contro la pubblica amministrazione, di estorsione ed usura, di traffico di sostanze stupefacenti, di traffico illecito di rifiuti e altre gravi condotte. Inoltre impegna gli aderenti a non ricandidare, almeno per una legislatura, i componenti di giunte comunali e provinciali sciolte per infiltrazione mafiosa.
Il codice si applica a tutti i tipi di elezioni, europee, nazionali, regionali, comunali e circoscrizionali e alle nomine per gli enti pubblici di competenza dei presidenti di regione o province e dei sindaci.
Non ha un valore legislativo rispetto alla incandidabilità ed ineleggibilità dei soggetti che non rispondano ai criteri previsti né prevede sanzioni per quei partiti o liste che non lo rispettano ma ha solo una valenza etica e morale.
La commissione antimafia ha il compito di verifica dell'applicazione di tale codice nell'ambito dei suoi compiti di indagine sul rapporto tra mafia e politica.
Il primo rapporto di verifica sulla composizione delle liste è stato fatto in vista delle elezioni regionali del 2015 in cui furono individuati 16 soggetti incandidabili, in base ai criteri previsti dal codice, sui 400 che si erano presentati a quelle elezioni. I 16 "impresentabili" erano concentrati in due delle 7 regioni chiamate al voto, Puglia e Campania, e tra questi spiccava il nome del candidato alla presidenza della regione Campania per il Partito Democratico Vincenzo De Luca.